# Barrica (Espanha)
Barrica (em castelhano) ou Barrika (em basco) é um município da Espanha na província da Biscaia, comunidade autónoma do País Basco, com 7,77 km² de área. Em 2021 tinha 1 554 habitantes (densidade: 200 hab./km²).